# 布里奥奈地区圣克里斯托夫
布里奥奈地区圣克里斯托夫（法語：Saint-Christophe-en-Brionnais，法語發音：[sɛ̃ kʁistɔf ɑ̃ bʁijɔnɛ]）是法国勃艮第-弗朗什-孔泰大區索恩-卢瓦尔省的一个市镇，属于沙罗勒区。 

## 地理
布里奥奈地区圣克里斯托夫（46°17'22"N, 4°10'41"E）面积15.07 平方千米，位于法国勃艮第-弗朗什-孔泰大區索恩-卢瓦尔省，该省份为法国中部省份，北起顺时针与科多尔省、汝拉省、安省、罗讷省、卢瓦尔省、阿列省和涅夫勒省接壤。
与布里奥奈地区圣克里斯托夫接壤的市镇（或旧市镇、城区）包括：奥耶、布里扬、布里奥奈地区利尼、圣于连德容济、瓦雷耶、沃邦。

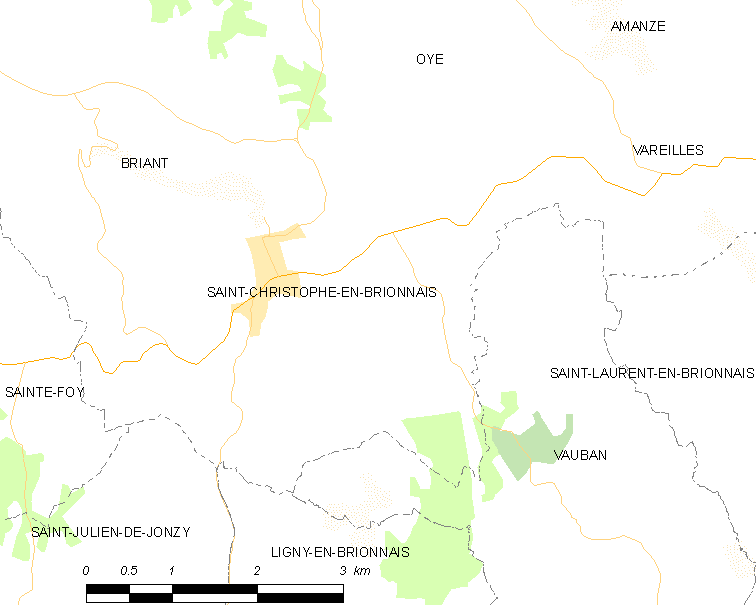
布里奥奈地区圣克里斯托夫的OSM定位图

布里奥奈地区圣克里斯托夫的时区为UTC+01:00、UTC+02:00（夏令时）。

## 行政
布里奥奈地区圣克里斯托夫的邮政编码为71800，INSEE市镇编码为71399。

## 政治
布里奥奈地区圣克里斯托夫所属的省级选区为绍法耶县。

## 人口

1962-2008年间布里奥奈地区圣克里斯托夫人口变化图示

布里奥奈地区圣克里斯托夫于2022年1月1日时的人口数量为513人。